# Donnybrook (Dublín)
Donnybrook (gaèlic irlandès Domhnach Broc que vol dir "església de Sant Broc") és un suburbi de Dublín, Irlanda. Està situat al Southside de la ciutat, al districte postal Dublín 4 i és on es troba la seu de Raidió Teilifís Éireann (RTÉ). Antigament havia format part de la Pembroke Township. Té com a suburbis veïns Ballsbridge, Sandymount, Ranelagh i Clonskeagh.

## Història

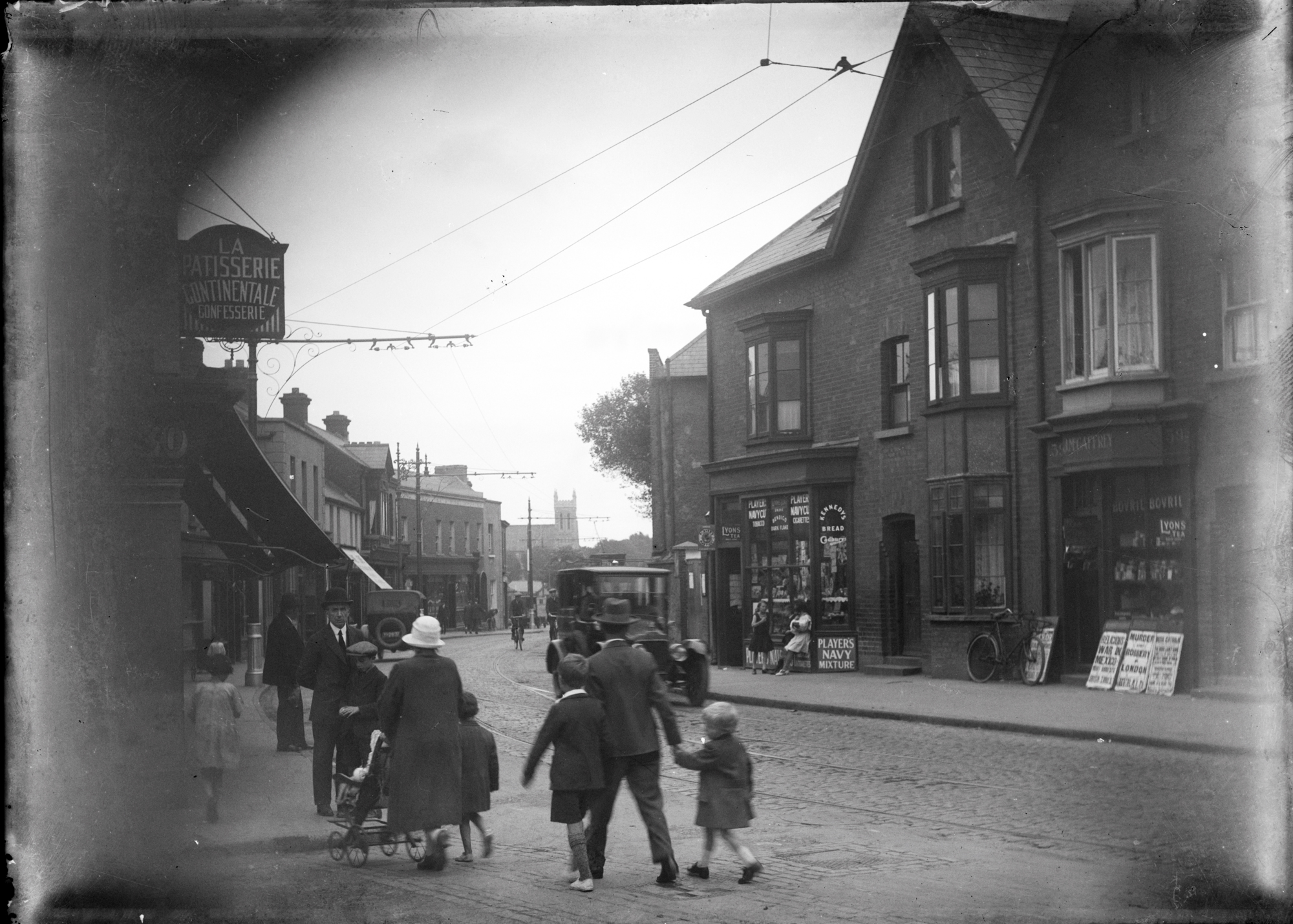
Donnybrook Road en 1927, amb la torre de l'església de Donnybrook visible en la distància.

A Donnybrook hi estava ubicada la fira de Donnybrook, una fira, celebrada des del regnat de Joan sense Terra en endavant, que es va fer famosa per l'embriaguesa i els desordres violents. Això va donar lloc al terme un Donnybrook per a referir-se a una baralla o altercat. La fira va ser prohibida en 1855, però al carrer principal s'hi troba un supermercat anomenat Donnybrook Fair. Part de les terres on tenia lloc la fira de Donnybrook estan ocupats pel camp de rugbi de Donnybrook i Herbert Park. El castell de Donnybrook fou la llar de la família Ussher, el membre més famós de la qual va ser James Ussher, arquebisbe d'Armagh, esmentat per primera vegada en el regnat d'Elisabet I d'Anglaterra, i va ser demolit a principis del segle xix.

## Comunicacions
El RTÉ Television Centre es troba a Donnybrook.

## Política
Donnybrook es troba a la circumscripció del Dáil Éireann de Dublin South–East i a l'àrea electoral local de Pembroke-Rathmines pel Consell Municipal de Dublín.

## Geografia
El riu Dodder travessa Donnybrook i antigament hi va formar un gual. Estava exposat a riades i el 1628 un dels Usshers del castell de Donnybrook es va ofegar mentre intentava travessar el gual.

## Personatges
- Pádraic Colum, escriptor
- Jack B. Yeats
- Sir Ernest Henry Shackleton

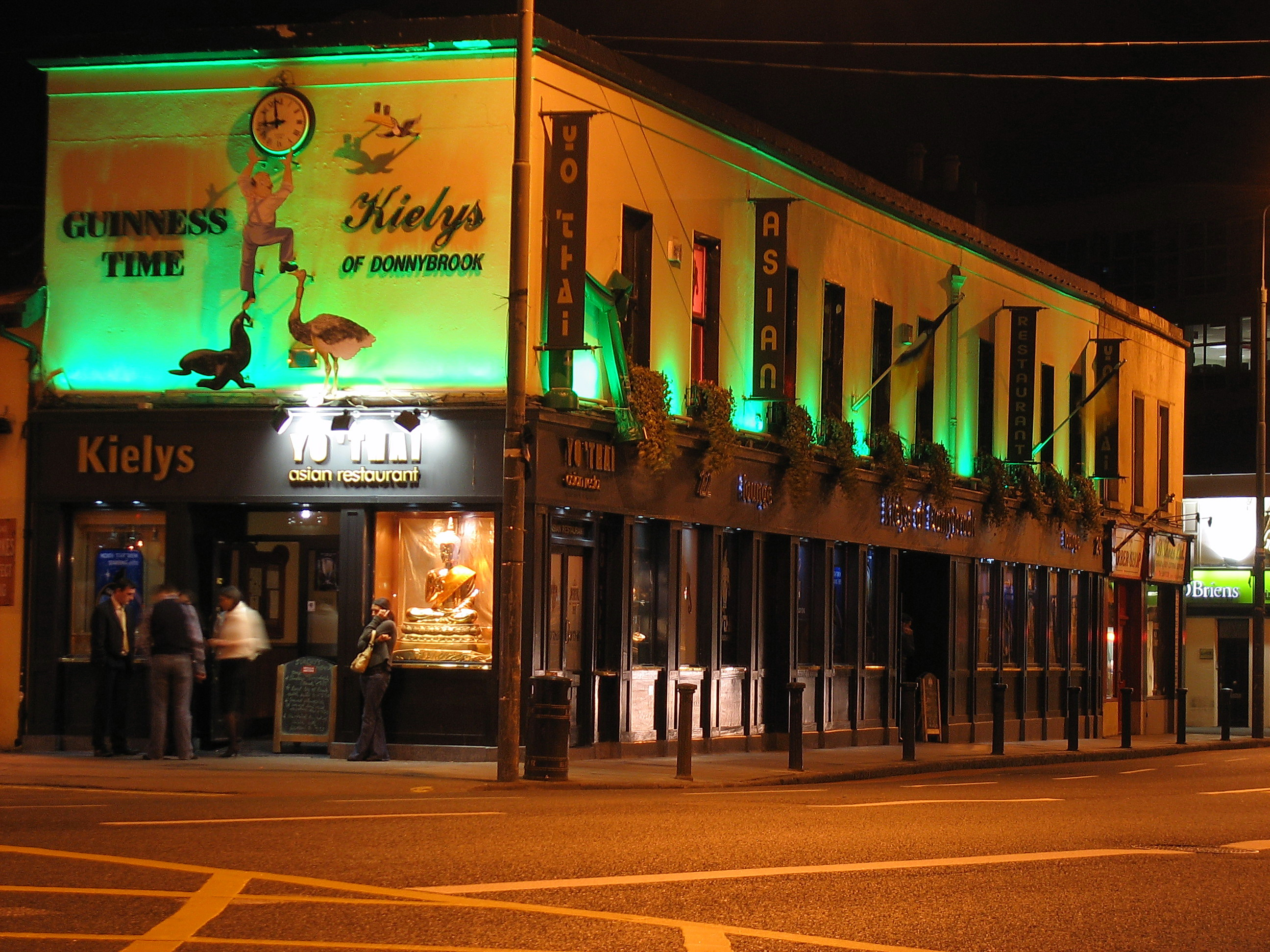
Pub Kiely a Donnybrook

- Guglielmo Marconi (va viure a Montrose House)
- Éamon de Valera (President d'Irlanda)
- Pádraig Pearse (líder de l'Aixecament de Pasqua)
- Mícheál Ó Coileáin
- Garret FitzGerald (antic Taoiseach d'Irlanda)
- Albert Reynolds (antic Taoiseach d'Irlanda)
- Shane MacGowan (cantant de The Pogues)